# 숀 설리반
숀 설리반(Sean Sullivan, 1923년 12월 26일 ~ 1985년 6월 3일)은 캐나다의 배우, 텔레비전 배우이다.
토론토에서 태어났으며 토론토에서 사망하였다.

## 영화
- 가디언 시스템 (1997년)
- 집시 (1993년)